# Lim Hyo-jun
Lim Hyo-jun (en coreano: 임효준; Daegu, 29 de mayo de 1996) es un patinador de velocidad sobre pista corta surcoreano.

## Carrera deportiva

### Primeros años
Comenzó a competir como nadador, pero más tarde cambió al patinaje de velocidad en pista corta después de sufrir daños en el tímpano. Durante su carrera temprana durante la escuela secundaria, se sometió a siete cirugías después de lesiones múltiples sufridas durante las competiciones. Hubo un período en el que no compitió durante un año, después de una lesión en la pierna.

### Innsbruck 2012
Durante su carrera temprana, representó a Corea del Sur en su primera competencia internacional en los Juegos Olímpicos de la Juventud de 2012 en Innsbruck, Austria. Allí, ganó la medalla de oro en su debut en el evento 1000 metros masculino, y la medalla de plata detrás de su compatriota Yoon Su-min en el evento 500 metros masculino. En el único evento de relevos mixto, donde los atletas de diferentes países y sexos compitieron juntos, el "Equipo H" de Lim llegó a la final de la medalla de oro, pero fue penalizado por dejar caer el testigo durante la carrera.

### Universiada de 2017
Después de una ausencia de cuatro años de la competencia internacional, regresó para participar de la Universiada de inivenro de 2017 en Almatý (Kazajistán) . Compitió en el evento masculino de 500 metros, donde llegó a la final en las eliminatorias y los cuartos de final. La descalificación de Nurbergen Zhumagaziyev de Kazajistán le permitió a Lim no participar en la semifinal, clasificando de forma directa. En la final, sin embargo, no pudo llegar al podio, quedando cuarto detrás del surcoreano Kim Do-kyoum y los kazajos Abzal Azhgaliyev y Denis Nikisha.
En el evento masculino de relevos de 5000 metros, el equipo de Corea del Sur, que inicialmente no incluyó a Lim debido a su ocupación con el evento de 500 metros el mismo día de la semifinal, tuvo éxito en la clasificación para la final. Lim fue elegido para reemplazar a Lee Mun-hyeon en la carrera final del día siguiente, aunque finalmente no tuvieron éxito.

### Copa del Mundo de 2017
En septiembre de 2017 participó en la copa del mundo de patinaje de velocidad sobre pista corta, organizado por la Unión Internacional de Patinaje sobre Hielo y realizado en Budapest (Hungría). Allí ganó los eventos de 1000 m y 1500 m, donde se colocó por delante de su compañero surcoreano Hwang Dae-heon. Quedó segundo en el evento de 500 metros por delante de Hwang y por detrás del húngaro Sándor Liu Shaolin. Lim continuó en la etapa de la Copa realizada en noviembre en Seúl, donde tuvo relativamente menos éxito, llegando sólo a la final de clasificación en el evento de 500 m, y siendo descalificado en el evento de 1000 m después de una colisión con el ruso Alexander Shulginov en el cuartos de final. Lim llegó a la final de la medalla de oro del evento de 1500 m, pero también fue descalificado de manera similar. Solo tuvo éxito en el evento de relevos de 5000 metros, junto a Seo Yi-ra, Kwak Yoon-gy y Kim Do-kyoum, quedando segundos en su heat y la semifinal, antes de ganar la carrera final.

### Pyeongchang 2018
En los Juegos Olímpicos de Invierno de 2018, compitió en el evento masculino de 1500 metros, y competirá como parte del equipo coreano para el evento de relevo masculino de 5000 metros.
En el primer evento, se colocó primero en una carrera donde el japonés Kazuki Yoshinaga quedó descalificado después de un tropiezo. El húngaro Shaoang Liu, que quedó cuarto, se clasificó con Lim a las semifinales. Allí, Lim nuevamente se colocó primero junto con su compañero coreano Hwang Dae-heon, que quedó segundo detrás de él. En la final de la medalla de oro, el canadiense Charles Hamelin colisionó con Hwang, dejando a Lim como el último coreano en el campo.
Sin embargo, terminó la carrera siete centésimas de segundo por delante del holandés Sjinkie Knegt, poseedor del récord mundial, para obtener la medalla de oro en el evento; la tercera vez en la historia del evento que un surcoreano llegó primero. Lim también rompió el récord olímpico para el evento, registrando un tiempo de 2:10.485 en la final, superando el récord de Lee Jung-su de 2:10.949 establecido en los Juegos Olímpicos de Vancouver 2010.

## Estadísticas

### Competiciones internacionales
| Año  | Competición                     | Lugar                      | Evento                                | Posición    | Tiempo                     |
| ---- | ------------------------------- | -------------------------- | ------------------------------------- | ----------- | -------------------------- |
| 2012 | Juegos Olímpicos de la Juventud | Innsbruck, Austria         | 1000 m masculino – Cuartos de final 3 | 1°          | 1:32.445                   |
| 2012 | Juegos Olímpicos de la Juventud | Innsbruck, Austria         | 1000 m masculino – Semifinal AB 1     | 1°          | 1:29.442                   |
| 2012 | Juegos Olímpicos de la Juventud | Innsbruck, Austria         | 1000 m masculino – Final A            | 1°          | 1:29.284                   |
| 2012 | Juegos Olímpicos de la Juventud | Innsbruck, Austria         | 500 m masculino – Cuartos de final 2  | 1°          | 44.291                     |
| 2012 | Juegos Olímpicos de la Juventud | Innsbruck, Austria         | 500 m masculino – Semifinal AB 1      | 2°          | 42.911                     |
| 2012 | Juegos Olímpicos de la Juventud | Innsbruck, Austria         | 500 m masculino – Final A             | 2°          | 42.482                     |
| 2012 | Juegos Olímpicos de la Juventud | Innsbruck, Austria         | Relevos mixto – Semifinal 1           | 2°          | 4:26.027                   |
| 2012 | Juegos Olímpicos de la Juventud | Innsbruck, Austria         | Relevos mixto – Final A               | No finalizó | —                          |
| 2018 | Juegos Olímpicos de Invierno    | Pyeongchang, Corea del Sur | 1500 m masculino – Heat 4             | 1°          | 2:13.891                   |
| 2018 | Juegos Olímpicos de Invierno    | Pyeongchang, Corea del Sur | 1500 m masculino – Semifinal 3        | 1°          | 2:11.389                   |
| 2018 | Juegos Olímpicos de Invierno    | Pyeongchang, Corea del Sur | 1500 m masculino – Final A            | 1°          | 2:10.485 (récord olímpico) |